# Mancewicze
Mancewicze (biał. Манцавічы, Mancawiczy; ros. Манцевичи, Manciewiczi) – wieś na Białorusi, w obwodzie grodzieńskim, w rejonie lidzkim, w sielsowiecie Wawiórka.
Współcześnie w skład wsi wchodzi także dawna okolica szlachecka Siesiulki.

## Historia
W XIX i w początkach XX w. położone były w Rosji, w guberni wileńskiej, w powiecie lidzkim, w gminie Myto.
W dwudziestoleciu międzywojennym leżały w Polsce, w województwie nowogródzkim, w powiecie lidzkim, w gminie Myto/Wawiórka. W 1921 wieś Mancewicze liczyła 173 mieszkańców, zamieszkałych w 35 budynkach, a okolica Siesiulki 25 mieszkańców, zamieszkałych w 5 budynkach. Wszyscy mieszkańcy obu miejscowości byli Polakami wyznania rzymskokatolickiego.
Podczas II wojny światowej istniała tu placówka akowskiej Samoobrony Nowogródzkiej, dowodzona m.in. przez Olgierda Christa Leszka.
Po II wojnie światowej w granicach Związku Sowieckiego. Od 1991 w niepodległej Białorusi.